# 黑茨巴赫河 (施瓦茨巴赫河支流)
50°0′56.35″N 9°21′2.45″E / 50.0156528°N 9.3506806°E

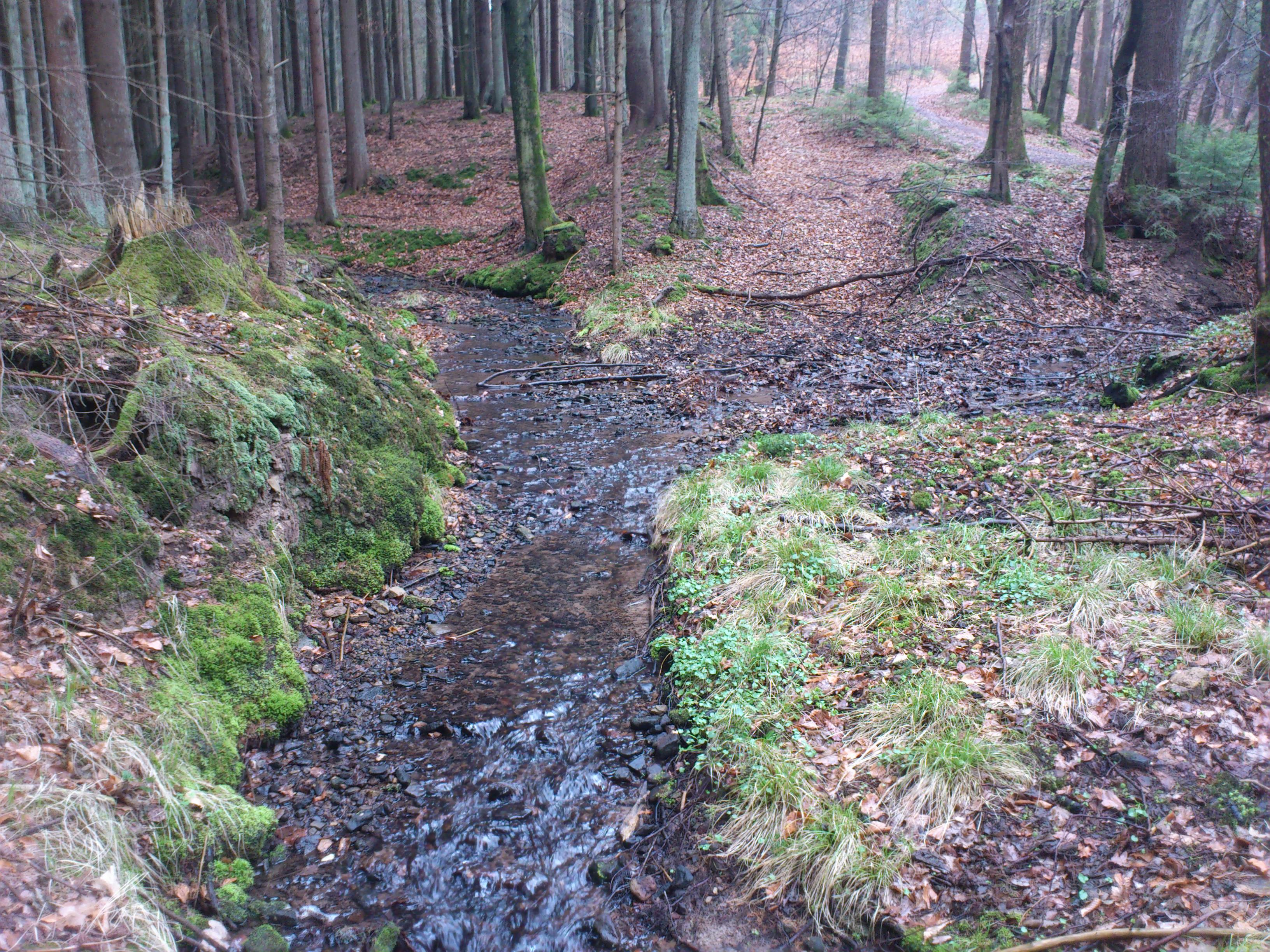

黑茨巴赫河（德語：Herzbach），是德國的河流，位於該國東南部，由巴伐利亞負責管轄，屬於施瓦茨巴赫河的左支流，河道全長0.9公里，流域面積2平方公里。